# SA001
SA001（えすえー ぜろぜろいち）は、京セラによって開発・製造された、auブランドを展開するKDDIおよび沖縄セルラー電話のCDMA 1X WIN対応音声通話用端末である。

## 概要
同キャリア向けの機種としては2008年7月発売のW64SA以来、およそ1年4ヶ月ぶり、型番ルール変更後は初のSA（SANYOブランド）機となる。2009年10月現在の時点においてワンセグチューナー付のスライド式携帯電話としては世界最薄を誇る。ただし、薄型化・スリム化・軽量化を図る理由で一連のSA機としては定番となっているFMチューナーに関してはこの機種より搭載されていない。このほか、オープンアプリプレイヤーやカメラの撮影用ライトも省略されている。
また、SA機としては正式にこの機種より京セラが三洋電機の携帯電話事業継承後に開発された機種となった。
 

## 歴史
- 2009年10月19日 - KDDI、および京セラより公式発表。
- 2009年10月30日 - 全国にて一斉発売。
- 2010年6月 - 販売終了。

## 主な機能・対応サービス
- 辞書機能（明鏡モバイル国語辞典ほか）
- オープン通話・クローズ終話
- とじるとロック
- オープンシャッフル
- ブラインドスクリーン（覗き見防止機能）
- 着信表示設定
- 名刺リーダー
- ゆっくり通話・はっきり通話
- でか文字
- ハンズフリー機能
- バイリンガル機能

| 主な機能・対応サービス                                                                  | 主な機能・対応サービス                                           | 主な機能・対応サービス                                                           | 主な機能・対応サービス                                                                        |
| --------------------------------------------------------------------------------------- | ---------------------------------------------------------------- | -------------------------------------------------------------------------------- | --------------------------------------------------------------------------------------------- |
| LISMO! (着うたフル) (着うたフルプラス) (LISMOビデオクリップ) (LISMO Video) (LISMO Book) | EZケータイアレンジ                                               | バーコードリーダー&メーカー                                                      | PCサイトビューアー                                                                            |
| au BOX                                                                                  | ワイヤレスミュージック                                           | au Smart Sports Run & Walk Karada Manager ゴルフ フイットネス カロリーカウンター | EZナビウォーク                                                                                |
| EZ助手席ナビ                                                                            | 安心ナビ                                                         | 災害時ナビ                                                                       | ナカチェン                                                                                    |
| EZアプリ FullGame! Bluetooth対戦                                                        | EZアプリ(BREW)                                                   | オープンアプリプレイヤー                                                         | PCドキュメントビューアー                                                                      |
| アレンジメニュー                                                                        | au oneガジェット マルチプレイウィンドウ クイックアクセスメニュー | じぶん銀行アプリ                                                                 | EZ・FM                                                                                        |
| EZチャンネル EZチャンネルプラス EZニュースフラッシュ EZニュースEX                       | Bluetooth                                                        | Touch Message                                                                    | EZFeliCa                                                                                      |
| ケータイ de PCメール                                                                    | デコレーションメール                                             | デコレーションアニメ                                                             | au one メール                                                                                 |
| 緊急通報位置通知                                                                        | ワンセグ                                                         | グローバルパスポート (CDMA)                                                      | 赤外線通信 (IrDA) 無線LAN機能 (Wi-Fi WIN) auフェムトセル (別途、ケータイアップデートにて対応) |

## 不具合および新機能の追加
2009年12月17日に以下の不具合の修正がケータイアップデートにより行われた。
- 場合によりデータフォルダにファイルの保存ができない。

※ ただし、アップデート施行後も上記のような不具合が再び発生した場合、auショップ、またはPiPitを含む全国のトヨタディーラー各店にて端末を預かり修理が必要となる。
2010年6月30日に以下新機能の追加がケータイアップデートにより行われた。
- 宅内用小型基地局「auフェムトセル」に対応した。

## 注・出典
1. ↑  最厚部14.7mm。
2. ↑  「SA001」開発者インタビュー 薄さにこだわったスライド型端末 - ケータイWatch（2009年12月4日閲覧）
3. ↑  開発陣に聞く「SA001」 〜SAのスライドにKの薄型化技術が融合――「SA001」の“11.9ミリ”が生まれるまで〜 - ITmedia「+D Mobile」（2009年12月11日閲覧）
4. ↑  ただし2画面同時表示には非対応。
5. ↑  au携帯電話の「ケータイアップデート」についてのお知らせ - KDDI（2009年12月17日）
6. ↑  
ケータイアップデートのお知らせ - KDDI（2010年6月30日）